# أندرو (ألبرتا)
أندرو (بالإنجليزية: Andrew, Alberta)‏ هي قرية تقع في كندا في ألبرتا. يقدر عدد سكانها بـ 379 نسمة ومساحتها 1.23 كم2 وترتفع عن سطح البحر 610 متر.

## المناخ
يظهر الجدول التالي التغييرات المناخية على مدار السنة لأندرو:
| البيانات المناخية لـأندرو          | البيانات المناخية لـأندرو | البيانات المناخية لـأندرو | البيانات المناخية لـأندرو | البيانات المناخية لـأندرو | البيانات المناخية لـأندرو | البيانات المناخية لـأندرو | البيانات المناخية لـأندرو | البيانات المناخية لـأندرو | البيانات المناخية لـأندرو | البيانات المناخية لـأندرو | البيانات المناخية لـأندرو | البيانات المناخية لـأندرو | البيانات المناخية لـأندرو |
| الشهر                              | يناير                     | فبراير                    | مارس                      | أبريل                     | مايو                      | يونيو                     | يوليو                     | أغسطس                     | سبتمبر                    | أكتوبر                    | نوفمبر                    | ديسمبر                    | المعدل السنوي             |
| ---------------------------------- | ------------------------- | ------------------------- | ------------------------- | ------------------------- | ------------------------- | ------------------------- | ------------------------- | ------------------------- | ------------------------- | ------------------------- | ------------------------- | ------------------------- | ------------------------- |
| الدرجة القصوى °م (°ف)              | 10.0 (50.0)               | 11.0 (51.8)               | 16.0 (60.8)               | 32.2 (90.0)               | 35.0 (95.0)               | 37.0 (98.6)               | 36.0 (96.8)               | 35.0 (95.0)               | 33.0 (91.4)               | 28.5 (83.3)               | 18.3 (64.9)               | 10.0 (50.0)               | 37.0 (98.6)               |
| متوسط درجة الحرارة الكبرى °م (°ف)  | −8.1 (17.4)               | −5.0 (23.0)               | 0.5 (32.9)                | 11.3 (52.3)               | 18.3 (64.9)               | 21.6 (70.9)               | 23.5 (74.3)               | 22.7 (72.9)               | 16.7 (62.1)               | 9.3 (48.7)                | −1.5 (29.3)               | −6.7 (19.9)               | 8.5 (47.3)                |
| المتوسط اليومي °م (°ف)             | −13.4 (7.9)               | −10.6 (12.9)              | −5.0 (23.0)               | 4.7 (40.5)                | 11.1 (52.0)               | 15.0 (59.0)               | 17.0 (62.6)               | 16.0 (60.8)               | 10.4 (50.7)               | 3.7 (38.7)                | −6 (21)                   | −11.8 (10.8)              | 2.6 (36.7)                |
| متوسط درجة الحرارة الصغرى °م (°ف)  | −18.7 (−1.7)              | −16.2 (2.8)               | −10.5 (13.1)              | −2.0 (28.4)               | 3.9 (39.0)                | 8.4 (47.1)                | 10.6 (51.1)               | 9.3 (48.7)                | 4.0 (39.2)                | −2.0 (28.4)               | −10.4 (13.3)              | −16.7 (1.9)               | −3.4 (25.9)               |
| أدنى درجة حرارة °م (°ف)            | −44.0 (−47.2)             | −45.0 (−49.0)             | −38.0 (−36.4)             | −26.7 (−16.1)             | −10.3 (13.5)              | −1.0 (30.2)               | 2 (36)                    | −2.0 (28.4)               | −8.0 (17.6)               | −22.0 (−7.6)              | −35.0 (−31.0)             | −44.4 (−47.9)             | −45.0 (−49.0)             |
| الهطول مم (إنش)                    | 18.7 (0.74)               | 10.6 (0.42)               | 17.3 (0.68)               | 20.2 (0.80)               | 37.5 (1.48)               | 76.3 (3.00)               | 91.3 (3.59)               | 56.5 (2.22)               | 39.3 (1.55)               | 15.3 (0.60)               | 14.8 (0.58)               | 13.7 (0.54)               | 411.5 (16.20)             |
| معدل هطول الأمطار مم (إنش)         | 0.2 (0.01)                | 0.0 (0.0)                 | 0.3 (0.01)                | 13.3 (0.52)               | 35.0 (1.38)               | 76.3 (3.00)               | 91.3 (3.59)               | 56.2 (2.21)               | 39.2 (1.54)               | 9.7 (0.38)                | 0.7 (0.03)                | 0.0 (0.0)                 | 322.1 (12.68)             |
| متوسط تساقط الثلوج سم (إنش)        | 18.5 (7.3)                | 10.6 (4.2)                | 17.0 (6.7)                | 7.0 (2.8)                 | 2.5 (1.0)                 | 0 (0)                     | 0 (0)                     | 0.3 (0.1)                 | 0.2 (0.1)                 | 5.6 (2.2)                 | 14.0 (5.5)                | 13.6 (5.4)                | 89.3 (35.2)               |
| متوسط أيام هطول الأمطار (≥ 0.2 mm) | 6.5                       | 3.9                       | 4.4                       | 3.9                       | 8.2                       | 12.4                      | 12.9                      | 11.4                      | 9.2                       | 4.7                       | 5.0                       | 5.4                       | 87.9                      |
| متوسط الأيام الممطرة (≥ 0.2 mm)    | 0.1                       | 0.0                       | 0.2                       | 2.6                       | 8.1                       | 12.4                      | 12.9                      | 11.4                      | 9.1                       | 3.8                       | 0.5                       | 0.1                       | 61.0                      |
| متوسط الأيام المثلجة (≥ 0.2 cm)    | 6.4                       | 3.9                       | 4.2                       | 1.5                       | 0.2                       | 0.0                       | 0.0                       | 0.0                       | 0.2                       | 1.1                       | 4.5                       | 5.3                       | 27.4                      |
| المصدر #1: Environment Canada      |                           |                           |                           |                           |                           |                           |                           |                           |                           |                           |                           |                           |                           |
| المصدر #2: Precipitation Days Only |                           |                           |                           |                           |                           |                           |                           |                           |                           |                           |                           |                           |                           |